# 妙行寺 (町田市)
妙行寺（みょうぎょうじ）は、東京都町田市能ヶ谷にある日蓮宗の寺院。山号は能谷山。旧本山は身延山久遠寺、通師・堀之内法縁。

## 歴史
永和元年（1375年）身延山久遠寺8世日億を開山に創建した。天文年間（1532年－1554年）火災のため全焼、日通が再興した。寛永年間（1624年－1643年）再び火災で焼失し、日静により小名二ノ倉から現在地へ移転し再興した。

## 境内
- 本堂　昭和44年（1969年）再建。鉄筋コンクリート造。
- 庫裡　昭和42年（1967年）再建。木造。
- 山門　木造の冠木門で境内の建築では最も古い。

## 参考資料
- 日蓮宗寺院大鑑編集委員会『宗祖第七百遠忌記念出版 日蓮宗寺院大鑑』大本山池上本門寺 (1981年)
- 「能ヶ谷村 妙行寺」『新編武蔵風土記稿』 巻ノ96多磨郡ノ8、内務省地理局、1884年6月。NDLJP:763989/57。